# دوردشت
{{جعبه اطلاعات روستای ایران
|نام‌رسمی=دوردشت
|روی‌نقشه= 
|عرض‌جغرافیایی=
|طول‌جغرافیایی=
|تصویر= 
|اندازه‌تصویر= 
|برچسب‌تصویر= 
|استان=کرمانشاه
|شهرستان=کرمانشاه
|بخش= فیروزآباد
|دهستان=جلال‌وند
|نام‌محلی=دویردیشت
|نام‌های‌دیگر=
|نام‌های‌قدیمی=
|سال‌بنیاد= 
|جمعیت= ۳۰۴ نفر
|رشدجمعیت=
|تراکم‌جمعیت=
|زبان=لکی
|مساحت=
|ارتفاع= 
|میانگین‌دما=
|میانگین‌بارش‌سالانه=
|شمارروزهای‌یخبندان=
|کد آماری    =۰۴۹۰۳۶
|ره‌آورد=
|پیش‌شماره=
|وب‌گاه=
|جمله‌خوشامد=
|پانویس=
روستای دوردشت یک روستا در دهستان جلالوند استان کرمانشاه است شهرستان کرمانشاه در استان کرمانشاه ایران است.

## جمعیت
این روستا در دهستان جلال‌وند قرار دارد و براساس سرشماری مرکز آمار ایران در سال ۱۳۸۵، جمعیت آن ۳۰۴ نفر (۵۷خانوار) بوده‌است.